# Na rabunek
Na rabunek (ros. Старики-разбойники) – radziecka komedia kryminalna z 1971 roku, kręcona głównie we Lwowie, w reżyserii Eldara Riazanowa.

## Fabuła
Śledczy Nikołaj Miaczikow wkrótce ma odejść na emeryturę. Przekonuje go do tego jego przełożony Fiediajew, zwracając uwagę, że w ciągu ostatnich kilku miesięcy Miaczikow nie ujął ani jednego przestępcy. Faktycznym powodem nacisków jest plan zatrudnienia nowego pracownika, znajomego Fiediajewa. Na emeryturę ma odejść także przyjaciel Miaczikowa - inżynier Walentin Worobiow. Obaj z Miaczikowem nie chcą odejść z pracy i wymyślają plan, aby ukraść z muzeum obraz Rembrandta i potem go odzyskać. Nikt nie zauważa kradzieży i "przestępcy" zwracają obraz z powrotem. Kolejną "ofiarą" rabusiów ma być sąsiadka Miaczikowa - Anna Pawłowna. W czasie próby kradzieży Miaczikow z Worobiowem spotykają jednak prawdziwego złodzieja. Starając się postępować honorowo Miaczikow przyznaje się Fiediajewowi do udziału w kradzieży, a kiedy ten mu nie wierzy, sam się zamyka w więzieniu. 
W 1971 był jednym z najchętniej oglądanych filmów radzieckich (31.5 mln widzów).

## Obsada
- Jurij Nikulin jako Nikołaj Miaczikow
- Jewgienij Jewstigniejew jako Walentin Worobiow
- Olga Arosiewa jako Anna Suzdalewa
- Georgij Burkow jako Fiodor Fiediajew
- Walentina Władimirowa jako Maria Tichonowna
- Walentina Tałyzina jako sekretarka Fiediajewa
- Andriej Mironow jako Jurij Proskudin
- Jurij Biełow jako milicjant Pietia
- Aleksandr Janwariow jako Wołodia
- Boris Runge jako dyrektor sklepu z obuwiem
- Aleksandr Szyrwindt jako referent ministra